# Диздар
Диздар (перс. دزدار [] — „чувар тврђаве”; тур. dizdar, kale muhafızı) је заповедник тврђаве, заповедник утврђеног града. То је титула команданта османских јединица које су се налазиле у утврђењу. Како је тврђава некада била главна одбрана насеља, диздари су били одговорни за одбрану града, подграђа или трга.